# En Genim d'Urre de Valentinès
 (mai 2025).
en Genim d’Urre de Valentinès (Engenim d'Urre de Valentinès dans les sources de l’époque) est un troubadour de langue d'oc, probablement originaire d’Eurre (actuel département de la Drôme ; Urre en occitan ancien). Il est l’auteur d’un sirventès dont la date de rédaction reste inconnue, Pois pres s'en fui qe non troba guirensa, qui est une critique des abus de certains barons.